# Condado de Mineral (Montana)
El condado de Mineral (en inglés: Mineral County), fundado en 1914, es uno de los 56 condados del estado estadounidense de Montana. En el año 2000 tenía una población de 3.884 habitantes con una densidad poblacional de una persona por km². La sede del condado es Superior.

## Geografía
Según la Oficina del Censo, el condado tiene un área total de 3168 km² (1223,2 mi²), de la cual 3160 km² (1220,1 mi²) es tierra y 10 km² (3,9 mi²) (0.29%) es agua.

### Condados adyacentes
- Condado de Sanders - norte
- Condado de Missoula - este
- Condado de Clearwater - sur
- Condado de Shoshone - noroeste

### Carreteras
- Interestatal 90
- U.S. Highway 10 (antigua)
- Carretera Estatal de Montana 135

## Demografía
En el 2000 la renta per cápita promedia del condado era de $27,143, y el ingreso promedio para una familia era de $32,096. En 2000 los hombres tenían un ingreso per cápita de $26,782 versus $18,258 para las mujeres. El ingreso per cápita para el condado era de $15,166. Alrededor del 15.80% de la población estaba bajo el umbral de pobreza nacional.

## Comunidades

### Pueblos
- Alberton
- Superior

### Lugares designados por el censo
- De Borgia
- Riverbend
- St. Regis

### Otras comunidades
- Haugen
- Saltese
- Taft